# Västmanland
Il Västmanland (letteralmente terra degli uomini occidentali) è una provincia storica della Svezia.